# Willie Phiri
Willie Phiri (ur. 3 czerwca 1953 w Chingoli – zm. 2 czerwca 2011) – zambijski piłkarz grający na pozycji pomocnika. W swojej karierze grał w reprezentacji Zambii.

## Kariera klubowa
Całą swoją karierę piłkarską Phiri spędził w klubie Nchanga Rangers. Zadebiutował w nim w 1969 roku i grał w nim do 1983 roku. W 1978 roku zdobył z nim Puchar Zambii, a w 1980 roku wywalczył mistrzostwo Zambii.

## Kariera reprezentacyjna
W reprezentacji Zambii Phiri zadebiutował w 1973 roku. W 1974 roku powołano go do kadry na Puchar Narodów Afryki 1974. Zagrał w nim w trzech meczach: grupowych z Wybrzeżem Kości Słoniowej (1:0) i z Egiptem (1:3) oraz w półfinałowym z Kongiem (4:2 po dogrywce). Z Zambią został wicemistrzem Afryki.
W 1978 roku Phiri został powołany do kadry na Puchar Narodów Afryki 1978. W tym turnieju zagrał w trzech meczach grupowych: z Ghaną (1:2), z Górną Woltą (2:0) i z Nigerią (0:0).
W 1982 roku Phiriego powołano na Puchar Narodów Afryki 1982. Zagrał na nim w czterech meczach: grupowych z Algierią (0:1), z Etiopią (1:0) i z Nigerią oraz półfinałowym z Libią (1:2). Z Zambią zajął 3. miejsce w tym turnieju. W kadrze narodowej grał do 1982 roku.